# Игуманија Ангелина (Радисављевић)
Ангелина (световно Миланка Радисављевић; Букоровац код Крагујевца, 19. мај 1928 — Манастир Миљково, 3. фебруар 2017) била је монахиња Српске православне цркве и схи-игуманија Манастира Миљково.

## Биографија
Схи-игуманија Ангелина (Радисављевић) рођена је 19. маја 1928. године у селу Букоровац код Крагујевца, од честитих и побожних родитеља. Приликом крштења је добила име Миланка. Завршила је основну школу у родном селу и први разред гимназије у Крагујевцу.
Ступа у Манастир Часнога крста у Земуну 1951. године. После тога 1953. године прелази са сестринством у Манастир Манасију код Деспотовца, код игуманије Параскеве (Јовановић). Замонашена је 22. августа 1953. године у Манастиру Манасији, од стране епископа браничевскога господина Хризостома (Војиновића). Приликом монашења је добила монашко име Ангелина.
Одлуком надлежног епископа постављена је 20. децембра 2000. године за намесницу а 27. септембра 2001. године за игуманију Манастира Манасије, од стране епископа браничевскога господина Игнатија (Мидића). По потреби службе 15. августа 2008. године постављена је за игуманију Манастира Миљково код Гложана.
Примила је 5. новембра 2012. године у Миљкову, велику схиму од архимандрита Доситеја (Миљкова), игумана Манастира Гргетега. Поред њених бројних заслуга треба издвојити њено успешно залагање да у Манастир Миљково, стигне део моштију Светог Јована Шангајског 3. јула 2009. године. Упокојила се у Господу 3. фебруара 2017. године у Манастиру Миљково. Сахрањена је 4. фебруара на монашком гробљу.